# Antonio Márquez Ramírez
Antonio Márquez Ramírez (Lagos de Moreno, 1936. május 22. – 2013. október 22.) mexikói nemzetközi labdarúgó-játékvezető.

## Pályafutása

### Nemzeti játékvezetés
A játékvezetői vizsgát 1959-ben az Amerikai Egyesült Államokban tette le. A küldési gyakorlat szerint rendszeres partbírói tevékenységet is végzett. 1964-ben lett az I. Liga játékvezetője. Működése idején az egyik legnépszerűbb bíró. A nemzeti játékvezetéstől 1986-ban vonult vissza. 

### Nemzetközi játékvezetés
A Mexikói labdarúgó-szövetség Játékvezető Bizottsága terjesztette fel nemzetközi játékvezetőnek, a Nemzetközi Labdarúgó-szövetség (FIFA) 1977-től tartotta nyilván bírói keretében. A FIFA JB központi nyelvei közül a spanyolt és az angolt beszélte. Több válogatott és nemzetközi klubmérkőzést vezetett, vagy működő társának partbíróként segített.  Nem sokkal a világbajnokság után - az utolsó mérkőzésén fizikai bántalmazás érte - 1986-ban visszavonult az aktív játékvezetéstől.

#### Labdarúgó-világbajnokság

##### U20-as labdarúgó-világbajnokság
Ausztrália rendezte a 3., az 1981-es ifjúsági labdarúgó-világbajnokságot, ahol a FIFA JB bíróként foglalkoztatta.

###### 1981-es ifjúsági labdarúgó-világbajnokság
| Időpont           | Helyszín                    | Mérkőzés típusa              | Mérkőzés              | Eredmény | Nézők száma |
| ----------------- | --------------------------- | ---------------------------- | --------------------- | -------- | ----------- |
| 1981. október 3.  | Lang Park Stadion, Brisbane | csoportmérkőzés (A. csoport) | Uruguay–Lengyelország | 1 – 0    | 10 125      |
| 1981. október 11. | Városi Stadion, Newcastle   | egyik negyeddöntő            | Brazília–Katar        | 2 – 3    | 12 993      |

---
A világbajnoki döntőhöz vezető úton Spanyolországba a XII., az 1982-es labdarúgó-világbajnokságra, valamint Mexikóba a XIII., az 1986-os labdarúgó-világbajnokságra a FIFA JB bíróként alkalmazta. Selejtező mérkőzéseket a CONCACAF zónában vezetett. Hazáját képviselve a világbajnokság egyik meghatározó személyisége. Korelnök, nagy tapasztalatokkal rendelkezik, a torna idején már 50 éves. A FIFA JB elvárása szerint, ha nem vezetett, akkor partbíróként tevékenykedett. Két csoportmérkőzés közül az egyiken, illetve az egyik nyolcaddöntőben egyes számú besorolást kapott, játékvezetői sérülés esetén továbbvezethette volna a találkozót. Világbajnokságon vezetett mérkőzéseinek száma: 2 + 3 (partbíró).

##### 1982-es labdarúgó-világbajnokság

###### Selejtező mérkőzés
| Időpont             | Helyszín                 | Mérkőzés típusa           | Mérkőzés      | Eredmény | Nézők száma |
| ------------------- | ------------------------ | ------------------------- | ------------- | -------- | ----------- |
| 1980. augusztus 17. | Nemzeti Stadion, Havanna | előselejtező (A. csoport) | Kuba–Suriname | 3 – 0    | 38 000      |

##### 1986-os labdarúgó-világbajnokság

###### Világbajnoki mérkőzés
| Időpont          | Helyszín                        | Mérkőzés típusa              | Mérkőzés          | Eredmény | Nézők száma |
| ---------------- | ------------------------------- | ---------------------------- | ----------------- | -------- | ----------- |
| 1986. június 8.  | Neza 86 Stadion, Nezahualcóyotl | csoportmérkőzés (E. csoport) | Dánia–Uruguay     | 6 – 1    | 26 500      |
| 1986. június 25. | Estadio Azteca, Mexikóváros     | egyik elődöntő               | Argentína–Belgium | 2 – 0    | 114 500     |

#### Olimpiai játékok
Az 1984. évi nyári olimpiai játékok labdarúgó tornájának végső szakaszán a FIFA JB mérkőzésvezetőnek jelölte.

##### 1984. évi nyári olimpiai játékok
| Időpont            | Helyszín                    | Mérkőzés típusa              | Mérkőzés                  | Eredmény | Nézők száma |
| ------------------ | --------------------------- | ---------------------------- | ------------------------- | -------- | ----------- |
| 1984. július 31.   | Stanford Stadion, Palo Alto | csoportmérkőzés (D. csoport) | Egyiptom–Costa Rica       | 4 – 1    | 20 645      |
| 1984. augusztus 8. | Rose Bowl Stadion, Pasadena | egyik elődöntő               | Franciaország–Jugoszlávia | 4 – 2    | 97 451      |

##### Copa Ciudad de México
1985-ben egy nemzetközi - a mexikói labdarúgó válogatott folyamatosan készült a világbajnoki megmérettetésre - tornán vezette, az Olaszország–Anglia válogatott mérkőzést.